# 한국음악저작권협회
한국음악저작권협회(韓國音樂著作權協會)는 음악 저작권자의 권익 옹호 및 음악 문화의 발전을 도모할 목적으로 1964년 6월 19일에 설립된 대한민국 문화체육관광부 소관의 사단법인이다. 사무실은 서울특별시 강서구 내발산동 649 KOMCA 회관에 있다.
문화체육관광부로부터 저작권신탁관리업을 허가 받아서 작권법에 근거하여 음악 저작권자들의 권리 보호와 관리를 목표로 하는 음악 저작권자(작사가, 작곡가, 편곡자 등)로 구성되었으며, 음악 저작권을 신탁 관리, 음악 저작권에 관한 조사 활동 등을 주 업무로 한다.

## 주요 사업
- 음악 저작물의 저작권에 관한 신탁관리업무, 조사 연구 및 도서의 수집, 출판 전승 개발